# Каролина Джонс и разбитое соглашение
«Каролина Джонс и разбитое соглашение» (англ. Carolina Jones and the Broken Covenant) — хардкорный порнофильм, снятый на студии «Adam & Eve» в 2008 году. Фильм был выдвинут на кинопремию AVN Awards в 12 номинациях, но не выиграл ни одной из них.

## Сюжет
1957 год. Дочка знаменитого Индиана Джонса, Каролина, продолжает дело своего отца. Она ищет по всему свету ценные археологические артефакты. В начале фильма она спасает девушку Дикси из рук кровожадного убийцы «Монгола» и его любовницы Хельги.
Вместе с новообретённой подругой, Каролина отправляется на поиски Ковчега Завета, которым завладел властолюбивый миллионер Карлос Конрад. Конрад хочет отомстить всему миру за поражение нацистской Германии.
Подруги отправляются в Израиль, где находится резиденция миллионера, однако там они попадают в плен. Однако Индиана Джонс их спасает, а заодно уничтожает Конрада и ковчег вместе с ним.
После спасения мира, Каролина помогает Дикси помириться со своим женихом Каримом.

## В ролях

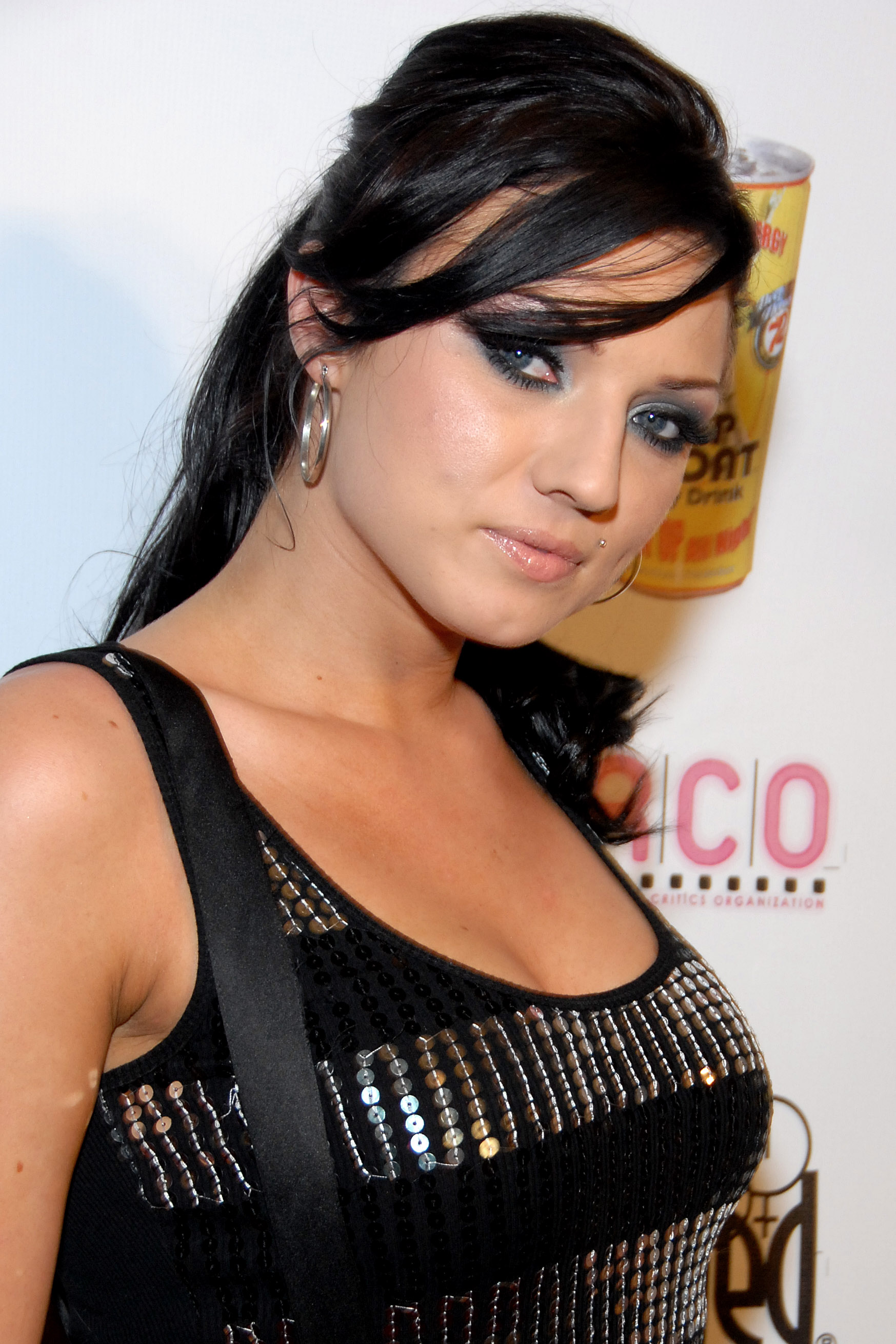
Ава Роуз — исполнительница главной роли

## В ролях[4]
- Ава Роуз
- Бри Олсон
- Рокси Пантер
- Никки Блонд
- Симони Даймонд (нон-секс)
- Джена Бейби (нон-секс)

- Зенза Реджи
- Стив Холмс
- Джеймс Броссман
- Тибор Бутч (нон-секс)
- Дэвид Перри
- Алекс Форте

## Сексуальные сцены[4]
1. Никки Блонд — Стив Холмс.
2. Рокси Пантер — Джеймс Броссман.
3. Бри Олсон — Алекс Форте.
4. Ава Роуз — Дэвид Перри.
5. Ава Роуз — Бри Олсон — Зенза Реджи.

## Критика
Обозреватель пишет на XCritic.com:

Задаваясь вопросом, что ждет так называемую дочь профессора Джонса, южную красавицу Дикси и каковы проблемы, с которыми они сталкиваются, зритель неизбежно станет искать аналогию с известным образом Индианы Джонса и может сделать вывод, что Каролина похожа на своего отца...— XCritic.com.

### Рецензии
- Carolina Jones and The Broken Covenant Архивная копия от 21 января 2019 на Wayback Machine
- Carolina Jones and the Broken Covenant Архивная копия от 3 июня 2020 на Wayback Machine